# Cellule pneumatique
Les cellules pneumatiques sont de petits éléments mécaniques, fonctionnant à l’air comprimé, qui exécutent des fonctions logiques dans les automatismes programmés en logique pneumatique.
Sur les schémas qui suivent, les petits boutons rouges sont des témoins de pression.

## Cellule OU pour lafonction OU
Un des deux signaux possibles d’entrée se transforme en signal de sortie.
Si le signal de pression a est présent, le clapet libre I se plaque sur le siège inférieur II mettant ainsi l’orifice de sortie 3 en pression.
Si le signal de pression b est présent, le clapet libre I se plaque sur le siège supérieur III mettant l’orifice de sortie 3 en pression.
La sortie est donc en pression si l’on a les signaux a OU b, ou les deux.
Ce qui se dit : S=a OU b, S=a+b .

## Cellule ET pour lafonction ET
Pour obtenir un signal de sortie il faut deux signaux d’entrée.
Si le signal de pression a est présent en l’absence du signal de pression b, le clapet libre I se plaque sur le siège supérieur III obturant ainsi l’orifice de sortie 3.
Si le signal de pression b est présent en l’absence du signal de pression a, le clapet libre I se plaque sur le siège inférieur II obturant l’orifice de sortie 3.
Si les signaux de pression a ET b sont présents, le clapet libre I met l’orifice de sortie en communication ave la pression provenant du signal le plus faible.
La sortie est en pression si, et seulement, si les signaux de pression a ET b sont présents ; ce qui se dit : S=a ET b, soit S=ab.

## Cellule OUI pour lafonction OUI
Un signal étant donné, il pilote une vanne à effet positif et retour ressort (c’est la fonction égalité).
Si le signal de pression a est présent, la membrane IV plaque le clapet I sur son siège supérieur III mettant ainsi l’orifice de sortie 3 en pression.
En l ‘absence de signal de pression a la membrane laisse libre le clapet I qui, sous l’influence de la pression P, se plaque sur le siège inférieur II obturant ainsi l’orifice d ‘entrée de la pression et mettant l’orifice de sortie à l’échappement.
Le signal de sortie correspond au signal de commande, ce qui se dit : S= OUI a, soit S=a.

## Cellule NON-INHIBITION pour lafonction NON
- Branchement en cellule NON : Un signal étant donné, il pilote une vanne à effet négatif et retour ressort (fonction appelée contraire ou négation ou complément).

En l’absence du signal de pression a, la membrane IV laisse libre le clapet I qui, sous l’influence de la pression P, se plaque sur le siège III mettant ainsi l’orifice de sortie 3 en pression.
Si le signal de pression a est présent, la membrane plaque le clapet I sur le siège II obturant ainsi l’orifice d’entrée 2 de la pression et mettant l’orifice de sortie 3 à l’échappement.
Le signal de sortie est donc l’inverse du signal de commande, ce qui se dit : S= NON a ou S=â.
- Branchement en cellule INHIBITION : C’est la même que la fonction NON, mais dont le branchement est différent.

L’orifice d’entrée 2 n’est plus alimenté par une pression permanente P mais par un signal de pression b. L’orifice de sortie 3 est en pression à la condition que l’on ait b ET NON a ; d’où S=bâ.

## Cellule MEMOIRE
L’apparition d’un signal de pression X1 provoque le déplacement de l’ensemble piston-tiroir I. L’orifice de sortie x est mis en pression. Le signal de pression X1 n’étant pas maintenu, l’orifice de sortie x reste en pression. On dit que cet état est pris en mémoire et sera conservé jusqu’à l’apparition du signal de pressionX0 ; celui-ci provoque le déplacement inverse de l’ensemble piston-tiroir ; l’orifice y est mis en pression. Cet état est également pris en mémoire.
- un signal de pression x indique que le dernier signal de commande reçu est X1,
- un signal de pression y indique que le dernier signal de commande reçu est X0.
Cellule NI pour la fonction NON-OU
C’est l’inverse de la fonction OU ; pour obtenir un signal de sortie, il ne faut pas de signaux d’entrée.
Cellule ON pour la fonction NON-ET
C’est l’inverse de la fonction ET ; pour obtenir un signal de sortie, il ne faut pas deux signaux d’entrée simultanément.